# Houston (Pennsylvanie)
Pour les articles homonymes, voir Houston (homonymie).
Houston est un borough situé au centre du comté de Washington, en Pennsylvanie, aux États-Unis,. En 2010, il comptait une population de 1 296 habitants, estimée au 1er juillet 2020 à 1 192 habitants. Le borough est incorporé le 13 mai 1901.

## Démographie
Lors du recensement de 2010, le borough comptait une population de 1 296 habitants. Elle est estimée, en 2020, à 1 192 habitants.